# Mercedes-Benz OM636
La sigla Mercedes-Benz OM636 identifica una piccola famiglia di motori diesel prodotti dal 1949 al 1974 dalla Casa automobilistica tedesca Mercedes-Benz.

## Contesto storico e genesi
Tale famiglia è composta solamente da due motori, l'uno l'evoluzione dell'altro. Il primo era un 1.7, mentre il secondo era un 1.8. Il 1.7 OM636 è stato il primo diesel del dopoguerra e più in generale il primo motore post-bellico, ma anche il terzo diesel di serie della storia, dopo il motore OM138 (sempre della Casa tedesca) e dopo il motore montato sulla Hanomag Rekord.

Il contesto della genesi dei motori OM636 è da inserirsi in una disastrata Germania post-bellica, che per rialzarsi doveva far fronte ad ingenti spese risparmiando dove si poteva, anche per la semplice sopravvivenza di gran parte della popolazione.

La Daimler-Benz AG ricominciò la produzione automobilistica nel 1946 riproponendo il modello 170V d'anteguerra, ma era chiaro che serviva ben altro per lasciarsi alle spalle le devastazioni economiche della guerra. Per contro, le risorse economiche erano assai limitate. Si pensò quindi di produrre un motore diesel partendo dal 1.7 a benzina già utilizzato sulla 170V, che consumasse sensibilmente meno rispetto a quest'ultimo, ma che offrisse prestazioni paragonabili a quelle ottenute prima della guerra sulla 260D.

## Profilo e caratteristiche
Il motore diesel derivato dal 1.7 M136 fu introdotto nel 1949: esso condivideva la maggior parte della componentistica con l'equivalente 1.7 a benzina da cui derivava, ma introduceva anche delle novità, consistenti prima di tutto nella distribuzione, non più a valvole laterali, ma a valvole in testa. In secondo luogo cambiava anche il sistema di alimentazione, ovviamente ad iniezione meccanica. Ma già nel 1950 tale motore sarebbe stato evoluto in una nuova versione da 1.8 litri con prestazioni leggermente superiori.
Questi due motori hanno conosciuto un grande successo, tale da sminuire i dati di vendita delle corrispondenti unità M136 a benzina. Le loro doti di economia di esercizio, unite a prestazioni tutto sommato accettabili, trovarono grandi consensi in un periodo di estreme ristrettezze.
I due motori OM636 avevano in comune le seguenti caratteristiche:
- architettura a 4 cilindri in linea;
- basamento e testata in ghisa;
- monoblocco di tipo sottoquadro;
- distribuzione a valvole in testa con asse a camme laterale;
- rapporto di compressione pari a 19:1;
- alimentazione ad iniezione indiretta Bosch.

Oltre che in ambito strettamente automobilistico, i motori OM636 sono stati utilizzati anche per trasporti di merci su furgoni Unimog e perfino in ambito nautico, come motori per piccole imbarcazioni, una volta eseguiti i necessari adattamenti.

Le applicazioni automobilistiche, in generale, arrivano fino al 1961, anno in cui il 1.8 OM636 è stato sostituito dal 1.9 OM621, già in produzione da qualche anno. In altri ambiti, però, primo fra tutti quello industriale (autocarri ed autobus), tale motore ha continuato ad essere prodotto ed utilizzato fino al 1974.

Di seguito vengono illustrate le due versioni dei motori OM636.

### Versione da 1.7 litri
Il motore OM636 da 1.7 litri aveva come codice interno la sigla OM636 I ed aveva le seguenti caratteristiche:
- alesaggio e corsa: 73.5x100 mm;
- cilindrata: 1697 cm³;
- potenza massima: 38 CV a 3200 giri/min;
- coppia massima: 96 Nm a 2000 giri/min;
- applicazioni: Mercedes-Benz 170D (1949-50).

Una variante di tale motore erogava solamente 25 CV a 2300 giri/min ed è stata montata sull'autocarro Böhringer Unimog 70-200 (1948-51).

### Versione da 1.8 litri
Il motore OM636 da 1.8 litri era a sua volta stato proposto in più varianti di potenza, da 30 a 40 CV. Si differenziava dal 1.7 per l'aumento dell'alesaggio, portato a 75 mm, per una cilindrata risultante di 1767 cm³.

A seconda dei vari livelli di potenza, il 1.8 ha trovato le seguenti applicazioni:
- 25 CV a 2500 giri/min: Unimog 411 (1957-61);
- 30 CV a 2550 giri/min: Unimog 411 (1956-59);
- 32 CV a 2550 giri/min: Unimog 411 e 411a/b/c (1956-71);
- 34 CV a 2750 giri/min: Unimog 411 (1964-71);
- 36 CV a 2750 giri/min: Unimog 411c (1968-71);
- 40 CV a 3200 giri/min con coppia max di 96 N·m a 2000 giri/min: Mercedes-Benz 170 Da/DS (1950-55);
- 43 CV a 3500 giri/min con coppia max di 100 N·m a 1500 giri/min: Mercedes-Benz 180D/Db (1953-61); marinizzato da Nanni Diesel e chiamato: MB180 (imbarcato ad esempio nello yacht Serenity della romana C.B.S.).

Altre applicazioni dei motori OM636 riguardano altri modelli Unimog, in particolare il 401, il 402 ed il 2010, oltre ad altri piccoli autocarri ed autobus Mercedes-Benz post-bellici. Addirittura, in Spagna, le Seat 124 utilizzate come taxi offrivano la possibilità di avere a richiesta il 1.8 OM636. Sempre restando nell'ambito della produzione nella penisola iberica, il motore OM636 fu montato anche nelle versioni diesel del furgoncino DKW F1000L.